# Monterrey Open 2020 - Qualificazioni singolare
Le qualificazioni del singolare del Monterrey Open 2020 sono state un torneo di tennis preliminare per accedere alla fase finale della manifestazione. Le vincitrici dell'ultimo turno sono entrate di diritto nel tabellone principale. In caso di ritiro di una o più giocatrici aventi diritto a queste sono subentrati le lucky loser, ossia le giocatrici che hanno perso nell'ultimo turno ma che avevano una classifica più alta rispetto alle altre partecipanti che avevano comunque perso nel turno finale.

## Teste di serie
1. Jasmine Paolini (primo turno)
2. Stefanie Vögele (qualificata)
3. Maddison Inglis (primo turno)
4. Lizette Cabrera (primo turno)
5. Kaja Juvan (primo turno)
6. Astra Sharma (ultimo turno, lucky loser)

1. Varvara Flink (ultimo turno, lucky loser)
2. Caroline Dolehide (ultimo turno, lucky loser)
3. Olga Govortsova (qualificata)
4. Martina Trevisan (ultimo turno)
5. Giulia Gatto-Monticone (qualificata)
6. Elisabetta Cocciaretto (ultimo turno)

## Qualificate
1. Olga Govortsova
2. Stefanie Vögele
3. Lara Arruabarrena

1. Anna Karolína Schmiedlová
2. Nadia Podoroska
3. Giulia Gatto-Monticone

### Lucky loser
1. Astra Sharma
2. Varvara Flink

1. Caroline Dolehide
2. Kristína Kučová

## Tabellone

### Legenda
| - Q = Qualificato - WC = Wild card - LL = Lucky loser | - ALT = Alternate - SE = Special Exempt - PR = Protected Ranking | - w/o = Walkover - r = Ritirato - d = Squalificato |

### Sezione 1
|  | Primo turno | Primo turno      | Primo turno      | Primo turno | Primo turno |  |  | Ultimo turno | Ultimo turno    | Ultimo turno    | Ultimo turno | Ultimo turno |  |
|  |             |                  |                  |             |             |  |  |              |                 |                 |              |              |  |
|  | 1           | Jasmine Paolini  | Jasmine Paolini  | 5           | 1           |  |  |              |                 |                 |              |              |  |
|  |             | Kristína Kučová  | Kristína Kučová  | 7           | 6           |  |  |              | Kristína Kučová | Kristína Kučová | 2            | 2            |  |
|  | WC          | Marcela Zacarías | Marcela Zacarías | 0           | 5           |  |  | 9            | Olga Govortsova | Olga Govortsova | 6            | 6            |  |
|  | 9           | Olga Govortsova  | Olga Govortsova  | 6           | 7           |  |  |              |                 |                 |              |              |  |

### Sezione 2
|  | Primo turno | Primo turno      | Primo turno      | Primo turno | Primo turno |  |  | Ultimo turno | Ultimo turno     | Ultimo turno | Ultimo turno | Ultimo turno |  |
|  |             |                  |                  |             |             |  |  |              |                  |              |              |              |  |
|  | 2           | Stefanie Vögele  | Stefanie Vögele  | 7           | 7           |  |  |              |                  |              |              |              |  |
|  |             | Sara Errani      | Sara Errani      | 62          | 5           |  |  | 2            | Stefanie Vögele  | 64           | 7            | 6            |  |
|  |             | Dalila Jakupovič | Dalila Jakupovič | 65          | 3           |  |  | 10           | Martina Trevisan | 7            | 5            | 4            |  |
|  | 10          | Martina Trevisan | Martina Trevisan | 7           | 6           |  |  |              |                  |              |              |              |  |

### Sezione 3
|  | Primo turno | Primo turno       | Primo turno       | Primo turno | Primo turno |  |  | Ultimo turno | Ultimo turno      | Ultimo turno      | Ultimo turno | Ultimo turno |  |
|  |             |                   |                   |             |             |  |  |              |                   |                   |              |              |  |
|  | 3           | Maddison Inglis   | Maddison Inglis   | 2           | 2           |  |  |              |                   |                   |              |              |  |
|  |             | Lara Arruabarrena | Lara Arruabarrena | 6           | 6           |  |  |              | Lara Arruabarrena | Lara Arruabarrena | 6            | 7            |  |
|  | WC          | Ana Sofía Sánchez | 3                 | 6           | 5           |  |  | 8            | Caroline Dolehide | Caroline Dolehide | 4            | 64           |  |
|  | 8           | Caroline Dolehide | 6                 | 4           | 7           |  |  |              |                   |                   |              |              |  |

### Sezione 4
|  | Primo turno | Primo turno               | Primo turno               | Primo turno | Primo turno |  |  | Ultimo turno | Ultimo turno              | Ultimo turno              | Ultimo turno | Ultimo turno |  |
|  |             |                           |                           |             |             |  |  |              |                           |                           |              |              |  |
|  | 4           | Lizette Cabrera           | Lizette Cabrera           | 3           | 2           |  |  |              |                           |                           |              |              |  |
|  |             | Anna Karolína Schmiedlová | Anna Karolína Schmiedlová | 6           | 6           |  |  |              | Anna Karolína Schmiedlová | Anna Karolína Schmiedlová | 6            | 6            |  |
|  | WC          | Fernanda Contreras Gomez  | Fernanda Contreras Gomez  | 0           | 2           |  |  | 7            | Varvara Flink             | Varvara Flink             | 2            | 2            |  |
|  | 7           | Varvara Flink             | Varvara Flink             | 6           | 6           |  |  |              |                           |                           |              |              |  |

### Sezione 5
|  | Primo turno | Primo turno            | Primo turno            | Primo turno | Primo turno |  |  | Ultimo turno | Ultimo turno           | Ultimo turno | Ultimo turno | Ultimo turno |  |
|  |             |                        |                        |             |             |  |  |              |                        |              |              |              |  |
|  | 5           | Kaja Juvan             | 4                      | 7           | 1           |  |  |              |                        |              |              |              |  |
|  |             | Nadia Podoroska        | 6                      | 68          | 6           |  |  |              | Nadia Podoroska        | 6(1)         | 6            | 6            |  |
|  |             | Daniela Seguel         | Daniela Seguel         | 3           | 2           |  |  | 12           | Elisabetta Cocciaretto | 7            | 2            | 1            |  |
|  | 12          | Elisabetta Cocciaretto | Elisabetta Cocciaretto | 6           | 6           |  |  |              |                        |              |              |              |  |

### Sezione 6
|  | Primo turno | Primo turno               | Primo turno               | Primo turno | Primo turno |  |  | Ultimo turno | Ultimo turno           | Ultimo turno           | Ultimo turno | Ultimo turno |  |
|  |             |                           |                           |             |             |  |  |              |                        |                        |              |              |  |
|  | 6           | Astra Sharma              | Astra Sharma              | 6           | 6           |  |  |              |                        |                        |              |              |  |
|  | WC          | Ana Karen Guadiana Campos | Ana Karen Guadiana Campos | 1           | 1           |  |  | 6            | Astra Sharma           | Astra Sharma           | 3            | 2            |  |
|  | Alt         | Gabriela Talabă           | 2                         | 6           | 4           |  |  | 11           | Giulia Gatto-Monticone | Giulia Gatto-Monticone | 6            | 6            |  |
|  | 11          | Giulia Gatto-Monticone    | 6                         | 3           | 6           |  |  |              |                        |                        |              |              |  |